# Pallai Mara
Pallai Mara (Nyíregyháza, 1976 –) magyar színésznő, bábművész, dramaturg.

## Életpályája
A nyíregyházi Zrínyi Ilona Gimnáziumban érettségizett. 1996–2000 között a debreceni École des Bouffons nevű francia színtársulat, majd két évig Kalipszis Egyetemi Színpad tagja volt. 2002 és 2005 között pedig a KonzervArtauditórium Színházi Műhelyben játszott. 2005–2007 között a Vojtina Bábszínház, 2008-2012 között a győri Vaskakas Bábszínház színésze volt. 2012-től a Budapest Bábszínház tagja.
A Debreceni Egyetem francia szakán diplomázott (2001), majd szerzett doktori fokozatot 2013-ban. 2013–2016 között a Színház- és Filmművészeti Egyetem hallgatója volt, drámainstruktor szakon.

## Fontosabb színházi szerepei
- Elise Jensen – Janne Teller–Gimesi Dóra: Semmi (rendező: Hoffer Károly)
- Andersson néni – Sven Nordqvist-Fekete Ádám: Pettson és Findusz (rendező: Bereczki Csilla)
- Kar – Szálinger Balázs: Fehérlófia (rendező: Veres András)
- Cirmos Liza – Franz Zauleck-Erdős Virág: Hoppá-hoppá! (rendező: Kuthy Ágnes)
- Mesélő – Beatrix Potter-Fekete Ádám: Nyúl Péter (rendező: Ellinger Edina)
- Királyné – Szálinger Balázs: A csillagszemű juhász (rendező: Markó Róbert)
- Stahlbaumné – P. I. Csajkovszkij: Diótörő (rendező: Szőnyi Kató, felújítás: Meczner János)
- Béline, Argan második felesége – Molière: A képzelt beteg (rendező: Alföldi Róbert)
- Anya, Gurri – Felix Salten-Hársing Hilda: Bambi (rendező: Szilágyi Bálint)
- Ibolya – Gimesi Dóra: Rózsa és Ibolya (rendező: Kovács Géza)
- Rukan, egy nő a sivatagból – Wilhelm Hauff-Markó Róbert: A kis Mukk (rendező: Csató Kata)
- Vilma, sünt formázó tűpárna Darinka, nagyobb papírdaru – Kolozsi Angéla: Unokák a  polcon (rendező: Schneider Jankó)
- Amerikai nő, Páva – Caryl Churchill: Az iglic (rendező: Tengely Gábor)
- Janosch: Kistigris és Kismackó (rendező: Kolozsi Angéla)
- Schneider kisasszony – Masteroff-Kander-Ebb: Kabaré (rendező: Alföldi Róbert)
- Hókirálynő – Jevgenyij Svarc: Hókirálynő (rendező: Fige Attila)

## Díjai, elismerései
- XVIII. ifj. Horváth István Nemzetközi Színjátszó Fesztivál, Kazincbarcika, legjobb női   alakítás  díja (Konzervartaudrium, McKenzie: Előhívás, rendező: Bessenyei Zoltán)
- Havas-B. Kiss-díj (2015)
- Magyar Ezüst Érdemkereszt polgári tagozat (2017)[9]